# Shikantaza
Shikantaza (只管打坐) é uma tradução japonesa de um termo chinês para zazen introduzido por Rujingue, um monge da escola Caodong do zen budismo, para se referir a uma prática chamada "Iluminação Silenciosa" (chinês: 默照禅), ou "Reflexão Serena", por anteriores Mestres Caodong.

## Etimologia
O termo shikantaza é atribuído ao professor de Dōgen, Rujingue (1162–1228), e significa literalmente "nada além de sentar". Em outras palavras, Dōgen significa "fazer apenas zazen de todo o coração" ou "sentar-se com um único pensamento".
Shikantaza é a leitura sino-japonesa das palavras chinesas zhǐguǎn 只管 "por todos os meios; meramente, simplesmente; apenas preocupado com" e dǎzuò 打坐 "[Budismo / Taoísmo] sente-se em meditação". O Dicionário Digital do Budismo traduz shikan ou zhǐguǎn 只管 como "focar exclusivamente em", taza ou dǎzuò 打坐 como "agachar-se, sentar-se de pernas cruzadas", que corresponde ao sânscrito utkuṭuka-stha, e traduz shikan taza de zhǐguǎn dǎzuò 只管 打坐 (ou 祇管打坐, aqui 祇 [zhǐ] serve como uma variante de 只 [zhǐ]) como "meditação de apenas sentar", explicada como a "forma zen de meditação associada principalmente à escola Soto, que enfatiza o esvaziamento a mente, em contraste com o método kōan".